# 阿希尔·瓦朗西安纳
阿希爾·瓦朗西安纳（法語：Achille Valenciennes，1794年8月9日—1865年4月13日）是一位法國動物學家。

## 生平
他出生於巴黎，曾在喬治·居維葉的指導下學習。亦在1799年至1803年間於美洲熱帶為亞歷山大·馮·洪堡描述的動物進行分類，二人也建立起了深厚的友誼。
他和居維葉合著了22卷的《魚類自然史》（1828年至1848年），居維葉1832年逝世後，他獨立完成所有相关工作。1832年成為國家自然歷史博物館蠕蟲和植蟲類專家教授。此外瓦朗西安纳也是魚類學專家。

## 所命名的分類
（列表可能不完整）
- 452个阿希尔·瓦朗谢讷命名的生物分类